# Sufragetten
Sufragetten er en dansk stumfilm fra 1915 med ukendt instruktør. 
Gerda Ring Christensen (1891-1999) var en meget anerkendt norsk skuespillerinde.  Ingolf Schanche (1877-1954) var også meget anerkendt. 